# Icerya seychellarum
Espèce
La cochenille des Seychelles (Icerya seychellarum) est une espèce d'insectes hémiptères, une cochenille de la famille des Margarodidae.
Elle est connue pour ses ravages sur les plantes, et notamment les arbres fruitiers. Pour la combattre, plusieurs espèces servent à la lutte biologique, comme les coccinelles Rodolia chermesina, employée par exemple sur Aldabra ou les îles Australes, ou Rodolia cardinalis employée en Polynésie française, qui arrivent à éradiquer l'insecte indésirable.

## Description
La femelle de couleur orange à rouge, mesure de 6 à 7,5 mm de longueur sur 4 mm. Le mâle, rose ou rouge, est plus petit, mesurant de 3 à 3,5 mm.

## Taxinomie
L'espèce est initialement décrite par John Obadiah Westwood, entomologiste britannique, en 1855 sous le protonyme de Dorthesia seychellarum. En 1897, William Miles Maskell la déplace vers le genre Icerya.
A REVOIR : selon Catalogue of Life, Icerya seychellarum admet plusieurs synonymes :
- Coccus sacchari Guérin-Méneville, 1867
- Dorthesia seychellarum Westwood, 1855, protonyme en l'honneur de Jacques Anselme Dorthès[5].
- Iceria seychellarum Kawecki, 1965
- Icerya candida Cockerell, 1905
- Icerya crocae Vayssière, 1926
- Icerya crocea Green, 1896
- Icerya okadae Kuwana, 1907
- Icerya sacchari Signoret, 1876
- Icerya seychellarum Maskell, 1897
- Orthezia seychellarum Targioni, 1869 (synonyme). Le nom Dorthesia a été modifié en Dorthezia puis en Orthezia[6].